# Anemia aspera
Anemia aspera là một loài dương xỉ trong họ Anemiaceae. Loài này được Fée Baker mô tả khoa học đầu tiên năm 1873.